# خانم اوه دیگر
خانم اوه دیگر (کره‌ای: 또! 오해영; لاتین‌نویسی اصلاح‌شده: Tto! O Hae-yeong) یک مجموعهٔ تلویزیونی کره جنوبی سال ۲۰۱۶ با بازی اریک مون، سو هیون جین و جون هه بین است. این مجموعه از ۲ مه تا ۲۸ ژوئن ۲۰۱۶، روزهای دوشنبه و سه‌شنبه ساعت ۲۳:۰۰ (کی‌اس‌تی) از تی‌وی‌ان برای ۱۸ قسمت پخش شد.
خانم اوه دیگر بالاترین آمار بینندگان برای درام‌های دوشنبه سه‌شنبه‌های تی‌وی‌ان ثبت کرد و به یکی از درام‌های کره‌ای پربیننده در تاریخ تلویزیون کابلی کره جنوبی تبدیل شد. این مجموعه برای دو قسمت و دو قسمت ویژه تمدید شد.

## بازیگران

### اصلی
- اریک مون در نقش پارک دو کیونگ[۱۲]
- سو هیون جین در نقش اوه هه یونگ (خالی/그냥)
- جون هه بین در نقش اوه هه یونگ (خوشگله)